# Mount Horeb, Wisconsin
Mount Horeb là một làng thuộc quận Dane, tiểu bang Wisconsin, Hoa Kỳ. Năm 2006, dân số của làng này là 5860 người.